# Italo Mazzola
Italo Mazzola (Belmonte Mezzagno, 26 novembre 1929 – Palermo, 13 ottobre 2007) è stato un politico e sindacalista italiano.

## Biografia
Negli anni delle lotte contadine, Italo Mazzola guidò i braccianti di Belmonte che avevano in lui come punto di riferimento. Sindacalista di vecchia guardia, a Palermo fu nominato segretario della Camera del lavoro. Mazzola non ha mai dimenticato il suo paese natale, Belmonte Mezzagno, dove tornava appena poteva, anche se era studente a Palermo per laurearsi in Giurisprudenza, dove è stato anche consigliere comunale. Italo, socialista, negli anni Sessanta aderì al PSIUP dove fu eletto alla Camera dei deputati nel 1968 nella V legislatura, restando in carica fino al 1972. 
È stato inoltre componente della Commissione regionale territorio e ambiente; successivamente è nella segreteria regionale della Cgil come funzionario. Si è spento il 13 ottobre 2007 all'età di 77 anni.